# Josep Creixell i Iglesias
Joan Creixell i Iglesias (1867 - 1951) fou un polític català, diputat al Congrés dels Diputats en les darreres legislatures de la restauració borbònica.
Comerciant de Manresa adscrit a la Lliga Regionalista, fou elegit diputat pel districte de Manresa a les eleccions generals espanyoles de 1920 i 1923. Durant el seu mandat va fer tràmits per a la concessió de la creu de cavaller de l'Orde d'Isabel la Catòlica a l'alcalde de Sant Vicenç de Castellet Àngel Vilà i Llonch. El 6 d'abril de 1923 va rebre un homenatge dels alcaldes del districte electoral de Manresa  per la seva brillantíssima i exemplar actuació de representant a Corts.